# 周氏宗祠 (绩溪)
周氏宗祠又名衍绪堂，位于中国安徽省宣城市绩溪县城区华阳镇曹家井39号，始建于明嘉靖时，清乾隆三十四年至四十一年（1769-1776）扩建，现为县城内保存最为完整的一座宗祠。建筑坐西朝东，临街为影壁，其后原有门楼、享堂和寝殿三进，其中门楼面阔七间、重檐歇山顶，享堂面阔五间、硬山顶，前有南北廊庑各五间，寝殿已被拆改，仅存台基和栏杆。祠堂以精美的石、木、砖雕著称，1996年被辟为三雕博物馆。